# Jean Sainteny
Jean Sainteny o Jean Roger (Le Vésinet , 29 de mayo de 1907 - 25 de febrero de 1978), fue un político francés y miembro de la Orden de la Liberación.

## Biografía
Yerno del presidente del Consejo Albert Sarraut, del que Jean Sainteny era asesor. Jefe del sector Normandía para la red de la Resistencia Alliance bajo el seudónimo "Dragón", fue capturado por la Gestapo. Consiguió evadirse y colaboró en el desembarco de Normandía. Aportó al General Patton las informaciones que permitieron a los aliados liberar París.
En 1946, fue nombrado comisario de la república para Tonkín y Annam del Norte y negoció con Hồ Chí Minh. Estuvo, por otra parte, relacionado en el origen de un acuerdo con el dirigente Viet Minh por el que Indochina continuó siendo la Unión francesa: acuerdo Ho-Sainteny. Este acuerdo caducó tras el bombardeo de Hai Phong ordenado por el Alto-comisario Thierry de Argenlieu. A partir de ese momento, su deseo de negociar se convirtió en minoritario y su papel, secundario. Sorprendido en una emboscada, fue herido. Después de los acuerdos de Ginebra de 1954, volvió a Hanói como delegado del gobierno francés.
Fue comisario general de Turismo de 1959 a 1962. Elegido diputado UNR-UDT en 1962, entró en el gobierno de Georges Pompidou en calidad de ministro de los Antiguos combatientes y víctimas de guerra y fue titular de esta cartera entre el 28 de noviembre de 1962 y el 8 de enero de 1966.
En 1968, fundó el Instituto internacional búdico que dio lugar a la creación de la pagoda del bosque de Vincennes. 
De 1968 a 1977 fue miembro del Consejo Constitucional de la República Francesa.

## Condecoraciones
- Gran Oficial de la Legión de honor
- Compañero de la Liberación — decreto del 22 de diciembre de 1945
- Cruz de Guerra 1939-1945 (4 citas)
- Cruz de Guerra de los Teatros de Operaciones Exteriores
- Medalla de la Resistencia con roseta
- Medalla colonial con corchete "Extrême Oriente"